# Eyo
Pour les articles homonymes, voir Eyo (homonymie).
Eyo est une localité de la région du Centre au Cameroun, localisée dans la commune de Nkolafamba et le département de la Méfou-et-Afamba.

## Population
En 1965, Eyo comptait 432 habitants, principalement des Tsinga.
Lors du recensement de 2005, ce nombre s'élevait à 452.